# Pueraria bouffordii
Pueraria bouffordii là một loài thực vật có hoa trong họ Đậu. Loài này được H. Ohashi mô tả khoa học đầu tiên năm 2005.